# Urban Gad
Peter Urban Bruun Gad (Skælskør, Dinamarca 12 de febrer de 1879 - † Copenhaguen 26 de desembre de 1947) va ser un guionista i director de cinema danès.

## Biografia
Urban Gad era el segon fill del contraalmirall Urban Gad (1841–1920) i de la dramaturga Emma Gad (1852–1921). Com molts altres directors d'aquella època, Urban Gad va passar del teatre al cinema. Al teatre va conèixer Asta Nielsen, amb qui va desenvolupar una fructífera col·laboració. Tots dos van decidir fer pel·lícules junts el 1910. Gad va escriure el guió i va dirigir la pel·lícula  Afgründen, en la qual Asta Nielsen va fer el paper principal i que es va convertir en un èxit de taquilla.
L'èxit els va permetre fer pel·lícules a Alemanya per a Bioscop GmbH i per a PAGU. Les pel·lícules realitzades durant els anys següents van ser extremadament rendibles econòmicament. També hi va haver una estreta col·laboració amb el càmera Guido Seeber. La pel·lícula més coneguda de Gad fins ara és la comèdia Engelein (1914), que es va estrenar el 1914, en la qual Asta Nielsen, de 32 anys, interpreta a un jove de 17 que ha de "interpretar". ” una nena de 12 anys per preservar la seva herència i enganyar el seu oncle. Un últim moment destacat és la pel·lícula Vordertreppe – Hintertreppe (1915).
El 1912, Urban Gad es va casar amb Asta Nielsen. Tanmateix, el matrimoni va acabar en divorci el 1918. La col·laboració professional ja havia acabat l'any 1915. Després d'això no va tenir més èxits. El novembre de 1920 va fundar Corona-Film GmbH amb el guionista Bobby E. Lüthge i l'empresari Hans Levin. Va continuar fent pel·lícules fins al 1922 a Alemanya i després va tornar a Dinamarca. Allà només va poder dirigir una pel·lícula Lykkehjulet (1927), amb els còmics danesos Pat i Patachon.
Juntament amb Stellan Rye, Urban Gad va ser un dels grans directors del cinema alemany abans de la Primera Guerra Mundial que va arribar a Berlín des de Dinamarca a principis dels anys 1910. Serà recordat com el director de les primeres pel·lícules amb Asta Nielsen.

## Filmografia
- 1910 : Afgrunden
- 1910 : En Rekrut fra 64
- 1911 : Unge hjerter
- 1911 : I det store Øjeblik
- 1911 : Den store Flyver
- 1911 : Den sorte Drøm
- 1911 : Gennem Kamp til Sejr
- 1911: Heißes Blut
- 1911: Nachtfalter
- 1911: Im großen Augenblick
- 1911: Zigeunerblut
- 1911: Der fremde Vogel
- 1911: Die Verräterin
- 1912: Die Macht des Goldes
- 1912: Die arme Jenny
- 1912: Zu Tode gehetzt
- 1912: Der Totentanz
- 1912: Die Kinder des Generals
- 1912: Wenn die Maske fällt
- 1912: Det berygtede hus
- 1912: Das Mädchen ohne Vaterland
- 1912: Jugend und Tollheit
- 1913: Komödianten
- 1913: Die Sünden der Väter
- 1913: Der Tod in Sevilla
- 1913: Die Suffragette
- 1913: S1
- 1913: Die Filmprimadonna
- 1914: Engelein
- 1914: Das Kind ruft
- 1914: Zapatas Bande
- 1914: Das Feuer
- 1915: Die Tochter der Landstraße
- 1915: Vordertreppe – Hintertreppe
- 1916: Engeleins Hochzeit
- 1916: Aschenbrödel
- 1916: Weiße Rosen
- 1916: Die ewige Nacht
- 1916: Die Gespensterstunde
- 1917: Der Schmuck des Rajah
- 1920: Weltbrand
- 1921: Die Flucht aus dem goldenen Kerker
- 1921: Der vergiftete Strom (auch Produzent)
- 1921: Die Insel der Verschollenen (auch Produzent)
- 1922: Hanneles Himmelfahrt
- 1922 : Graf Festenberg
- 1926 : Lykkehjulet
- 1957 : Lutter løjer